# Clonas-sur-Varèze
Clonas-sur-Varèze è un comune francese di 1 506 abitanti situato nel dipartimento dell'Isère della regione dell'Alvernia-Rodano-Alpi.

## Società

### Evoluzione demografica
Abitanti censiti